# 平井誠人
平井 誠人（ひらい まこと、1976年1月24日 - ）は、日本・シンガポールの実業家、エンジェル投資家。連続起業家であり、株式会社アトラエや株式会社Sun Asteriskを創業した。

## 人物・来歴
1994年上智大学理工学部入学、のちに共同創業者となった新居佳英と同級生。1998年上智大学理工学部卒業。上智大学大学院理工学研究科修了後、2000年に三菱商事に入社し、人工衛星での新規ビジネスに携わった。同年インテリジェンスに入社し、マーケティングなどを担当し、2003年に新居とユビキタスコミュニケーションズ（のちのI&Gパートナーズ、現アトラエ）を設立し、取締役に就任。2010年AOI Pro.入社。2012年フランジア・ジャパン（現Sun Asterisk）を設立し、代表取締役に就任。同社グループCEO経て、2017年同社取締役。。この他農業や漁業の支援活動に従事し、またシンガポールに居住してFramgia Holdings Pte. Ltd.の代表取締役を務め、エンジェル投資家としても活動する。